# Sinfonia n. 32 (Mozart)

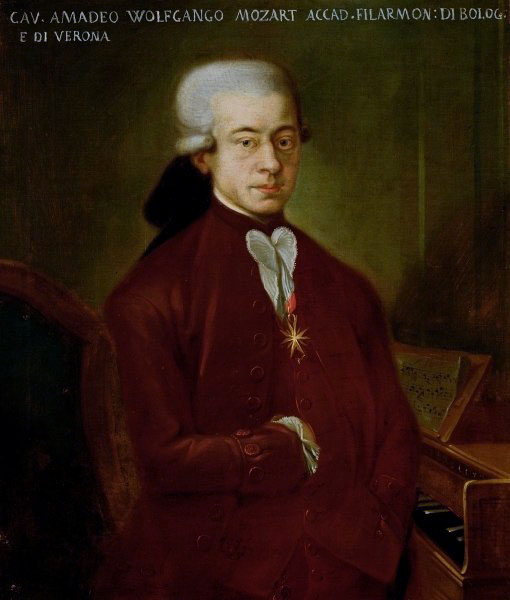
Wolfgang Amadeus Mozart nel 1777.

La sinfonia n. 32 in Sol maggiore K 318 di Wolfgang Amadeus Mozart venne completata a Salisburgo il 26 aprile 1779.

## Storia

### Contesto
La carriera di Mozart come sinfonista era iniziata a Londra durante la grande tournée europea della famiglia Mozart fra il giugno 1763 e il novembre 1766. Il padre, Leopold, aveva pianificato il viaggio per esibire il talento dei propri figli, Wolfgang e Maria Anna, presso le principali corti europee. In questo periodo Wolfgang venne a contatto con le principali tradizioni musicali europee (tedesca, britannica, francese e italiana) e realizzò le sue prime sinfonie, che si ponevano nel solco delle composizioni in tre movimenti all'italiana in stile galante di Carl Friedrich Abel e di Johann Christian Bach. Inoltre, ascoltò anche le sinfonie di altri compositori come Thomas Arne, William Boyce e Giuseppe Sammartini.
In seguito, Leopold e i suoi figli trascorsero diversi mesi nel 1768 a Vienna durante i quali Wolfgang adattò il proprio stile ai gusti del pubblico viennese, adottando fra le varie cose la struttura della sinfonia in quattro movimenti. Wolfgang e suo padre Leopold fecero tre viaggi in Italia fra il dicembre 1769 e il maggio 1773. In questo periodo Wolfgang alternò i suoi viaggi con soggiorni a Salisburgo, durante i quali compose l'opera Mitridate, re di Ponto, oltre a diverse sinfonie influenzate dal gusto italiano. Nel 1772 e nel 1773 Mozart visse un periodo di entusiasmo per la scrittura sinfonica, componendo ogni anno sette nuove sinfonie (dalla n. 15 alla n. 27). Ridusse poi la sua attività in questo campo e, nei due anni successivi, apparvero solo tre nuove sinfonie (le n. 28, n. 29 e n. 30).

### Composizione
La sinfonia n. 32 fu completata a Salisburgo il 26 aprile 1779 e, successivamente, fu rimaneggiata nel 1782. Si tratta della prima sinfonia che Mozart scrisse dopo il suo ritorno dal viaggio a Parigi, durante il quale era morta sua madre Anna Maria Pertl e dove la sua unica produzione rilevante era stata la sinfonia n. 31.
Siccome la composizione è in forma di ouverture operistica all'italiana, alcuni musicologi hanno ipotizzato che Mozart potesse averla scritta come brano di apertura per una delle opere teatrali a cui stava lavorando nel 1779. Otto Jahn, uno dei primi biografi del compositore, supponeva che fosse stata scritta per il dramma Thamos, re d'Egitto. Il musicologo Alfred Einstein, invece, sosteneva che si trattasse dell'ouverture per l'opera Zaide e arrivò a collegare diversi episodi di questa sinfonia con momenti specifici dell'opera. Per altri studiosi, invece, Thamos, re d'Egitto sarebbe troppo vecchia e Zaide troppo nuova perché la sinfonia n. 32 possa avere qualche rapporto con loro.
Le date di realizzazione di queste due opere, infatti, non coincidono con quella del manoscritto autografo della sinfonia, tenendo anche presente che l'ouverture era solitamente l'ultimo brano di un'opera a essere composto. Nel 1785 Mozart utilizzò questa sinfonia come ouverture per l'esecuzione viennese dell'opera La villanella rapita di Francesco Bianchi. Una sezione del manoscritto autografo, comprendente i primi due movimenti e due parti separate per le trombe, è conservata nella New York Public Library e può essere consultata online.

## Prima esecuzione  e pubblicazione
La data e il luogo della prima esecuzione non sono noti, ma Mozart eseguì la sinfonia durante i suoi concerti a Vienna degli anni '80 del Settecento. La prima edizione fu realizzata nel 1792 dall'editore Imbault di Parigi, che ne pubblicò le parti separate. La partitura completa fu pubblicata nel 1880 da Breitkopf & Härtel a Lipsia con il titolo Wolfgang Amadeus Mozarts Werke, Serie VIII, No. 32.

## Strumentazione
La partitura è scritta per un'orchestra composta da:
- Archi: violino 1° e 2°, viola, violoncello/contrabbasso.
- Fiati: due oboi, due flauti, due fagotti.
- Ottoni: due corni in Sol, due corni in Re e due trombe in Do.
- Percussioni: timpani in Do e in Sol.

L'organico insolitamente ampio, che comprende addirittura quattro corni, non coincide con le piccole dimensioni dell'orchestra della corte arcivescovile di Salisburgo ed è più adatto a un'orchestra teatrale, avvalorando l'origine operistica della composizione. Ogni coppia di corni è accordata in tonalità diversa, estendendo così notevolmente la gamma di note a disposizione. Si tratta dell'unica sinfonia in Sol maggiore di Mozart che richiede l'uso delle trombe. Il basso continuo non è presente e fagotti e violoncelli, gli strumenti di tessitura più grave, hanno parti indipendenti. Per la parte dei timpani non si conservano fonti autografe. Nelle orchestre dell'epoca, comunque, era uso comune che fagotto e clavicembalo, se presenti, suonassero come rinforzi la linea di basso, anche senza una notazione indipendente. Lo stesso valeva per i timpani, che normalmente avevano la stessa notazione delle trombe.

## Struttura e analisi
La sinfonia n. 32 è composta da solo tre movimenti, secondo lo stile dell'ouverture operistica all'italiana.
1. Allegro spiritoso, in Sol maggiore, tempo 4/4.
2. Andante, in Mi bemolle maggiore, tempo 3/8.
3. Primo Tempo, in Sol maggiore, tempo 4/4.

Per Primo Tempo si intende una ripresa dell'agogica del primo movimento. L'esecuzione integrale dura circa 8/10 minuti.

### Allegro spiritoso
Il primo movimento è in forma-sonata, senza però la ripetizione dell'esposizione. I due temi principali si articolano in mezzo a temi di transizione e lo sviluppo inizia riproponendo il primo tema in diverse tonalità. Nel momento in cui la musica è sulla dominante e sembra che stia per raggiungere la tonica nella ripresa, il movimento sfocia inaspettatamente nell'Andante. Di seguito, l'incipit del movimento:

### Andante
Il secondo movimento, Andante, è in Sol maggiore e in tempo 3/8. Il movimento inizia senza interruzione dall'Allegro precedente ed è in forma di rondò, seguendo lo schema A-B-A'-C-A''-B' (gli apostrofi indicano che le sezioni presentano variazioni). Come nel movimento precedente, anche l'Andante non ha una vera conclusione, in quanto il materiale tematico sfocia senza interruzione nel movimento successivo. Di seguito, l'incipit del movimento:

### Primo Tempo
Il terzo e ultimo movimento riprende il tempo iniziale e continua lo sviluppo del primo tema dell'Allegro spiritoso. Segue una "ripresa all'inverso" dove i due temi sono riproposti, appunto, in ordine inverso rispetto al primo movimento. La sinfonia si conclude con una coda costituita dal tema di apertura che mancava nella ricapitolazione, chiudendo il movimento con un vigoroso ritmo di fanfara. Di seguito, l'incipit del movimento: